# Horst Faas

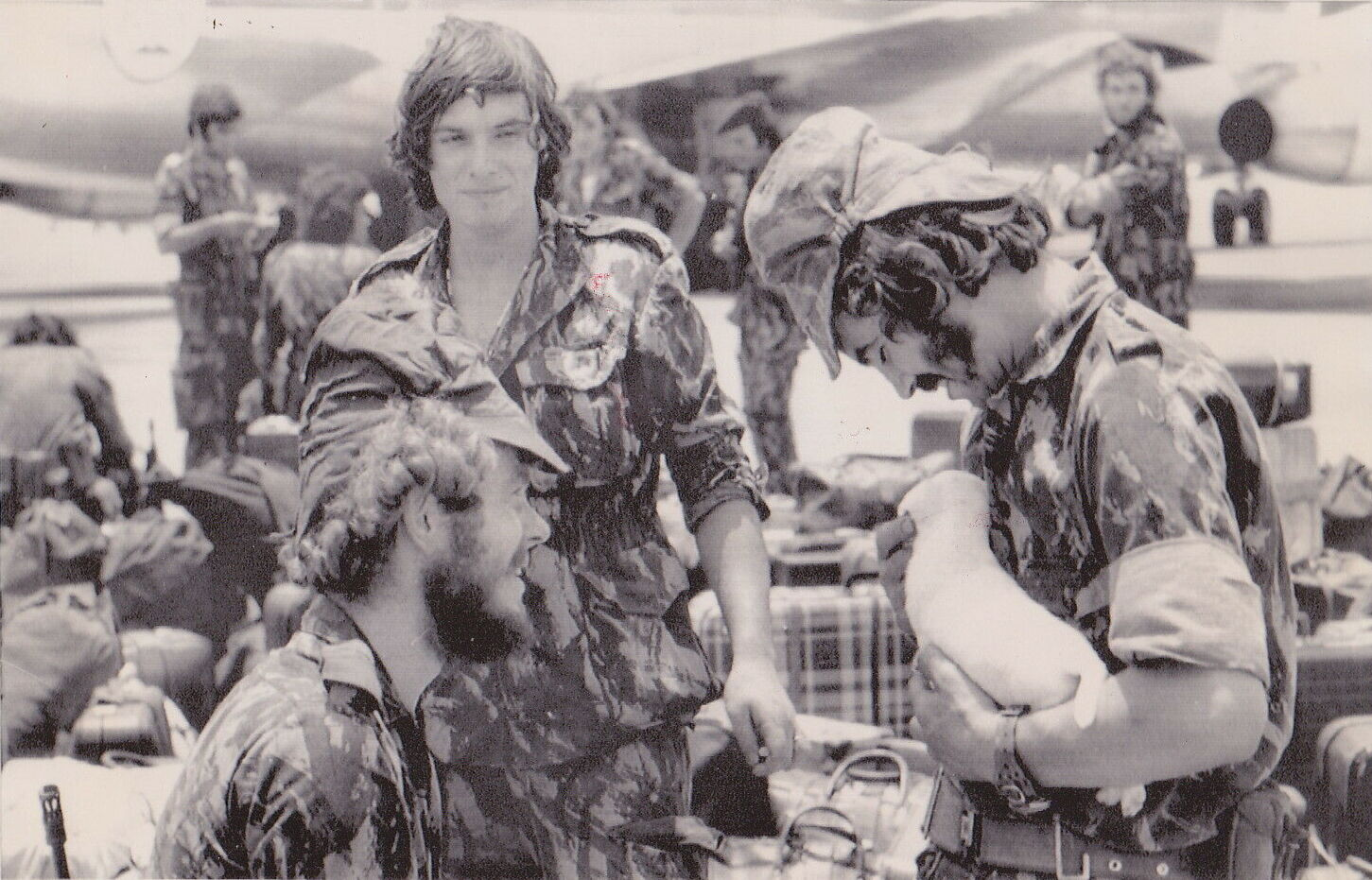
Portugalští vojáci demobilizovaní z Nového Lisabonu v Angole, čekají na svůj návrat do Španělska z letiště Luanda. Hladí štěně. 9. října 1975

Horst Faas (28. dubna 1933 – 10. května 2012) byl německý fotoreportér a dvojnásobný držitel Pulitzerovy ceny. Nejznámější je díky svým fotografiím války ve Vietnamu.

## Životopis
Faas, který se narodil v Berlíně v Německu, zahájil svou fotografickou kariéru v roce 1951 v Keystone Agency a ve věku 21 let již zpracovával významné události týkající se Indočíny, včetně mírových jednání v Ženevě v roce 1954. V roce 1956 nastoupil do Associated Press (AP), kde si získal pověst neochvějného válečného fotografa, který se zabýval válkami ve Vietnamu a Laosu, stejně jako v Kongu a Alžírsku. V roce 1962 se stal hlavním fotografem AP pro jihovýchodní Asii a do roku 1974 působil v Saigonu. Jeho obrazy války ve Vietnamu mu v roce 1965 přinesly Pulitzerovu cenu. V roce 1967 byl raketovým granátem těžce zraněn do nohou. V roce 1972 získal druhého Pulitzera za své zpravodajství o konfliktu v Bangladéši. Uvnitř Bangladéše považoval fotograf Rashid Talukder zveřejnění svých fotografií za příliš nebezpečné a vydal je více než dvacet let poté, co Horstpublikoval své fotografie.
Faas je také známý svou prací jako editor obrázků a pomohl zajistit zveřejnění dvou nejslavnějších obrazů války ve Vietnamu. Dne 18. června 1965, během války ve Vietnamu se 173. praporem výsadkové brigády při obraně letiště Phuoc Vinh v Jižním Vietnamu, pořídil ikonickou fotografii vojáka, který má na přilbě slogan „War Is Hell“ Notoricky známá fotografie Saigonské exekuce, které ukazují popravu zajatce Viet Cong policejním šéfem Nguyễnem Ngocem, které pořídil Eddie Adams v Saigonu dne 1. února 1968. Slavná fotografie Napalm Girl Nicka Uta vyvolala v kanceláři AP obrovskou polemiku; redaktor namítal proti fotografii, že zobrazená dívka je nahá a nikdo ji nepřijme. Faas nařídil, aby byla Utova fotka odeslána „po drátu“.
V září 1990 zaslal nezávislý fotograf Greg Marinovich sérii fotografií davu popravujícího muže do kanceláře AP v Johannesburgu. Redaktoři AP si opět nebyli jisti, zda by se fotografie měly posílat „po drátu“. Jeden redaktor poslal obrázky Faasovi, který telegramoval zpět: „pošlete všechny fotografie.“
V roce 1976 se Faas přestěhoval do Londýna jako hlavní fotoeditor AP pro Evropu; odešel do důchodu v roce 2004. V důchodu organizoval setkání válečných saigonských tiskových sborů a organizoval mezinárodní fotožurnalistická sympozia.
Produkoval čtyři knihy o své kariéře a dalších zpravodajských fotografech, včetně Requiem, knihy o fotografech zabitých na obou stranách války ve Vietnamu, kterou spoluvydali spolu s kolegou fotoreportérem z války ve Vietnamu Timem Pagem.

## Ocenění
- 1965: Pulitzerova cena (fotografie): „Za válečné fotografie z Jižního Vietnamu v roce 1964.“[6]
- 1964: Zlatá medaile Roberta Capy za „dokumentární fotografie Vietnamu“
- 1972: Pulitzerova cena (Spot News Photography) společně s Michelem Laurentem: Za fotografickou sérii Smrt v Dacce.
- 1997: Zlatá medaile Roberta Capy společně s Timem Pagem: „Rekviem: fotografové, kteří zemřeli ve Vietnamu a Indočíně“
- 2005: Cena Ericha Salomona Německé fotografické společnosti za celoživotní dílo